# Dion Cools
Dion Cools (Kuching, 4 de junio de 1996) es un futbolista malasio-belga que juega de defensa en el Cerezo Osaka de la J1 League.

## Selección nacional
Es internacional con la selección de fútbol de Malasia. Después de haber sido internacional con Bélgica en categorías inferiores, a nivel absoluto decidió representar a Malasia, país de nacimiento de su madre.

## Clubes
| Club                         | País            | Año       |
| ---------------------------- | --------------- | --------- |
| OH Leuven                    | Bélgica         | 2014-2015 |
| Club Brujas                  | Bélgica         | 2015-2020 |
| F. C. Midtjylland            | Dinamarca       | 2020-2022 |
| S. V. Zulte Waregem (cedido) | Bélgica         | 2022      |
| F. K. Jablonec               | República Checa | 2022      |
| Buriram United F. C.         | Tailandia       | 2023-2025 |
| Cerezo Osaka                 | Japón           | 2025-     |

## Palmarés

### Títulos nacionales
| Título                       | Club                 | País      | Año  |
| ---------------------------- | -------------------- | --------- | ---- |
| Primera División de Bélgica  | Club Brujas          | Bélgica   | 2016 |
| Supercopa de Bélgica         | Club Brujas          | Bélgica   | 2016 |
| Primera División de Bélgica  | Club Brujas          | Bélgica   | 2018 |
| Supercopa de Bélgica         | Club Brujas          | Bélgica   | 2018 |
| Superliga de Dinamarca       | F. C. Midtjylland    | Dinamarca | 2020 |
| Liga de Tailandia            | Buriram United F. C. | Tailandia | 2023 |
| Copa de la Liga de Tailandia | Buriram United F. C. | Tailandia | 2023 |
| Copa FA de Tailandia         | Buriram United F. C. | Tailandia | 2023 |
| Liga de Tailandia            | Buriram United F. C. | Tailandia | 2024 |
| Liga de Tailandia            | Buriram United F. C. | Tailandia | 2025 |
| Copa FA de Tailandia         | Buriram United F. C. | Tailandia | 2025 |
| Copa de la Liga de Tailandia | Buriram United F. C. | Tailandia | 2025 |